# Keachi
Keachi é uma cidade  localizada no estado americano de Luisiana, na Paróquia de De Soto.

## Demografia
Segundo o censo americano de 2000, a sua população era de 323 habitantes.
Em 2006, foi estimada uma população de 339, um aumento de 16 (5.0%).

## Geografia
De acordo com o United States Census Bureau tem uma área de
13,0 km², dos quais 13,0 km² cobertos por terra e 0,0 km² cobertos por água.

## Localidades na vizinhança
O diagrama seguinte representa as localidades num raio de 28 km ao redor de Keachi.